# William Murray, 1:e earl av Mansfield
William Murray, 1:e earl av Mansfield, född den 2 mars 1705, död den 20 mars 1793, var en brittisk domare och politiker, son till David Murray, 5:e viscount Stormont, bror till David Murray, 6:e viscount Stormont och jakobiten James Murray, farbror till David Murray, 2:e earl av Mansfield.  
Mansfield inträdde 1731 på den juridiska banan och blev snart en av advokatståndets ledande män genom sin praktiska duglighet och talarbegåvning samt sina omfattande kunskaper. Han blev 1742 medlem av underhuset och solicitor general, var under de närmast följande åren regeringspolitikens främste försvarare i underhuset, blev 1754 attorney general i hertigens av Newcastle ministär och var 1754-56 underhusets ledare. År 1756 blev Mansfield lordöverdomare, upphöjdes samtidigt till peer som baron Mansfield och bibehöll under växlande ministärer i 15 år sin plats i kabinettet. År 1776 upphöjdes han till earl av Mansfield och 1788 tog han avsked från lordöverdomarämbetet. 
Till sin politiska åskådning var Mansfield moderat tory, och som parlamentsdebattör var han endast den äldre Pitt underlägsen. Sin största berömmelse vann dock Mansfield som domare. Han anses som den engelska handelsrättens grundläggare, och vida berömt blev hans utslag i en rättegång 1771, då han beordrade en svart slavs frigivande med den motiveringen, att slaveri i och för sig är så motbjudande, att det inte kan tolereras, om det inte stadgas genom positiv lag, ett uttalande av stor betydelse i slavemancipationens historia.